# Matka Boží Znamení

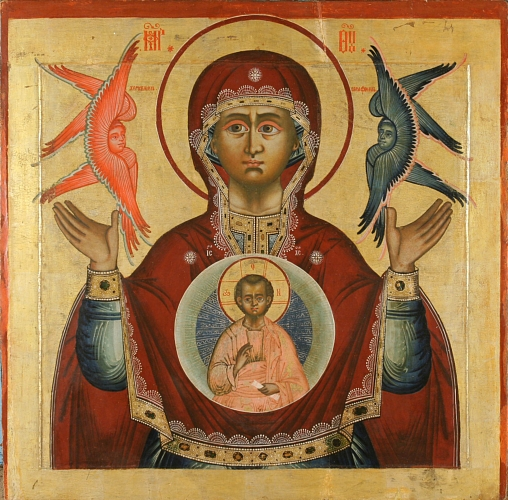
Matka Boží Znamení, 18. století, chrám Proměnění, monastýr Kiži, Karélie, Rusko.

Ikona Matka Boží Znamení (řecky Παναγία Πλατυτέρα, Panagia Platytéra) je typ ikony Theotokos, jež se dívá zpříma v pozici oranta a je zobrazená v celé postavě nebo do půl pasu s vyobrazením Dítěte Ježíše v kulaté aureole na jejích prsou.

## Ikonografie
Ikona zobrazuje Pannu Marii během Zvěstování archandělem Gabrielem ve chvíli kdy řekla: „Hle, jsem služebnice Páně; staň se mi podle tvého slova“.  Obraz představuje Dítě Krista v okamžiku početí v lůně Panny. Pojem znamení odkazuje na Izaiášovo proroctví:
Protož sám Pán dá vám znamení: Aj, panna počne, a porodí syna, a nazůve jméno jeho Immanuel, což znamená s námi Bůh. Po pravé i levé straně Bohorodice jsou napsána písmena ΜΡ ΘΥ (ΜΗΤΗΡ ΘΕΟΥ, tj. Matka Boží). Pojem Platytéra (řec.Πλατυτέρα) znamená „obsáhlejší“, neboť Maria ve svém lůně nosila Tvůrce Vesmíru a stala se tak Platytera ton ouranon (Πλατυτέρα των Ουρανών) – obsáhlejší než nebesa:
Ukázala ses obsáhlejší než nebesa, neboť neseš samého Tvůrce.
Kristus bývá oděn do zlatých nebo bílých šatů, které symbolizují jeho božskou slávu a často drží v ruce svitek, jenž poukazuje na jeho roli učitele. Někdy jeho šat může být modrý a červený jako symbol dvou přirozeností Krista – božské a lidské. Jeho tvář je zobrazena jako tvář starého muže jako vyjádření křesťanského učení, že Kristus byl zároveň plně lidským dítětem a plně věčným Bohem, jedním z Trojice. Jeho pravá ruka je pozdvižena v žehnajícím gestu.

## Historie
Zobrazení Panny Marie se zdviženýma rukama v pozici oranta je v křesťanském umění velmi starého původu. Taková ikona Matky Boží s božským Dítětem na kolenou pochází již ze 4. století a nachází se v bazilice svaté Anežky za hradbami a nebo byzantská ikona Nikopeia ze 6. století, na níž je Matka Boží vyobrazena sedící na trůně a držící v ruce oválný štít s obrazem Emmanuele. Ikona Nikopeia byla křižáky ukradena z Konstantinopole v roce 1204 a nachází se v benátské bazilice svatého Marka. K tomuto typu patří také mozaika v katedrále sv. Sofie v Kyjevě.

## Kopie ikony
Hlavním svátkem ikony je 27. listopad dle starého stylu pro ikonu Matky Boží Znamení Kursko-Korennaja a Novgorodská; další ikony tohoto typu jsou Mirožská, Abalatská, Vologdská, Carské selo, Mogilevská, Petrohradská a další.

## Galerie

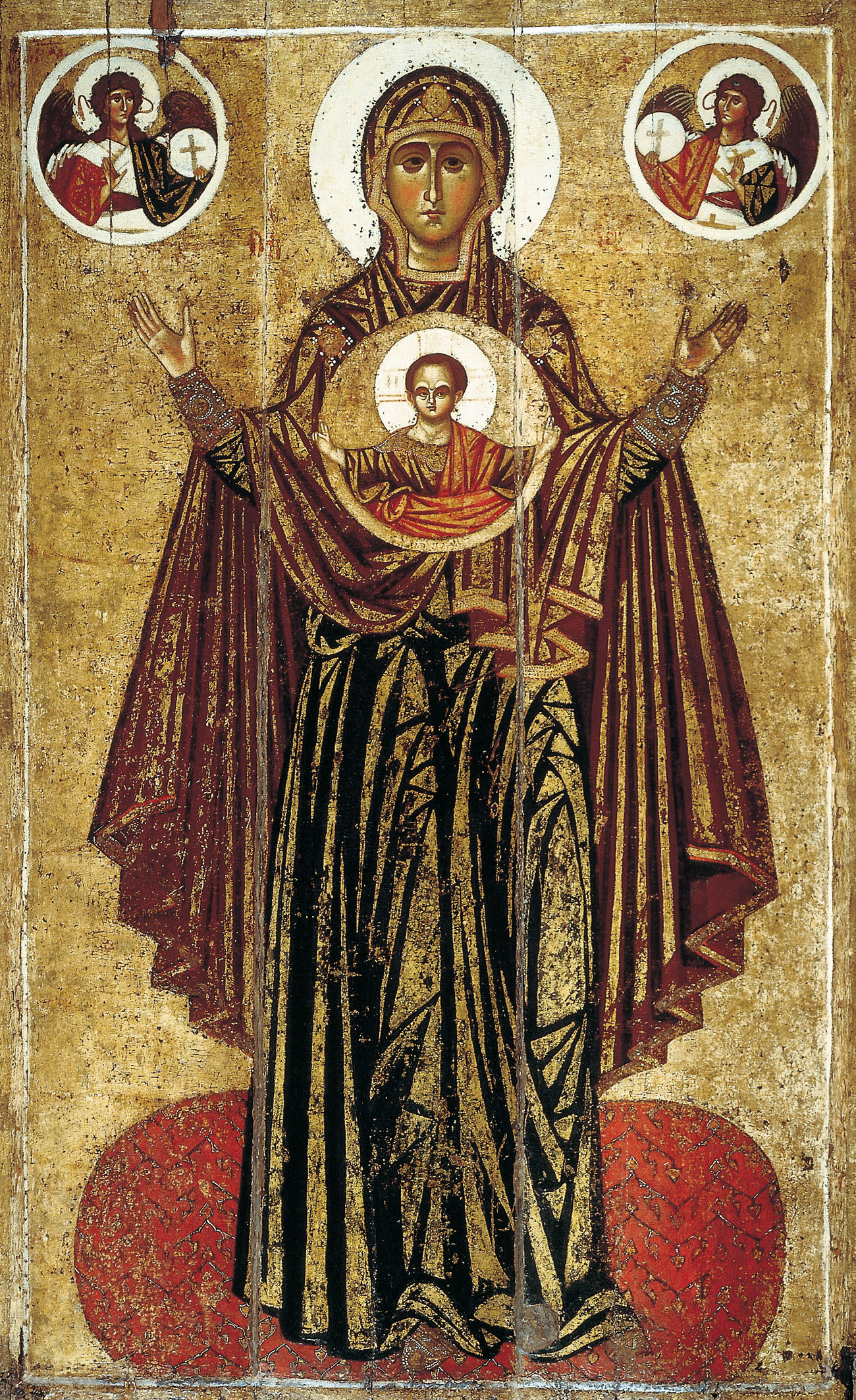
Ikona Matka Boží Znamení, 13. století Jaroslavl, Treťjakovská galerie v Moskvě.
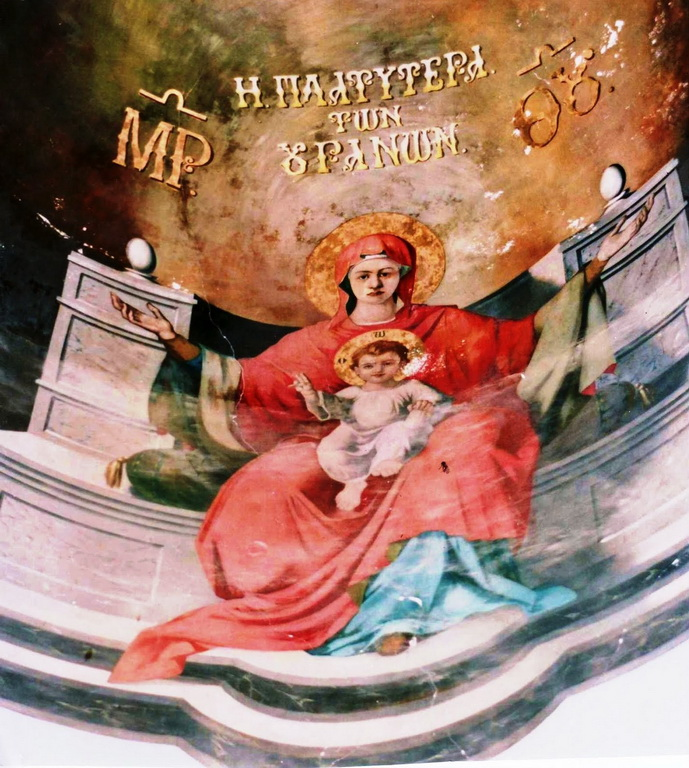
Ikona Matky Boží Platytéra – Obsáhlejší než nebesa
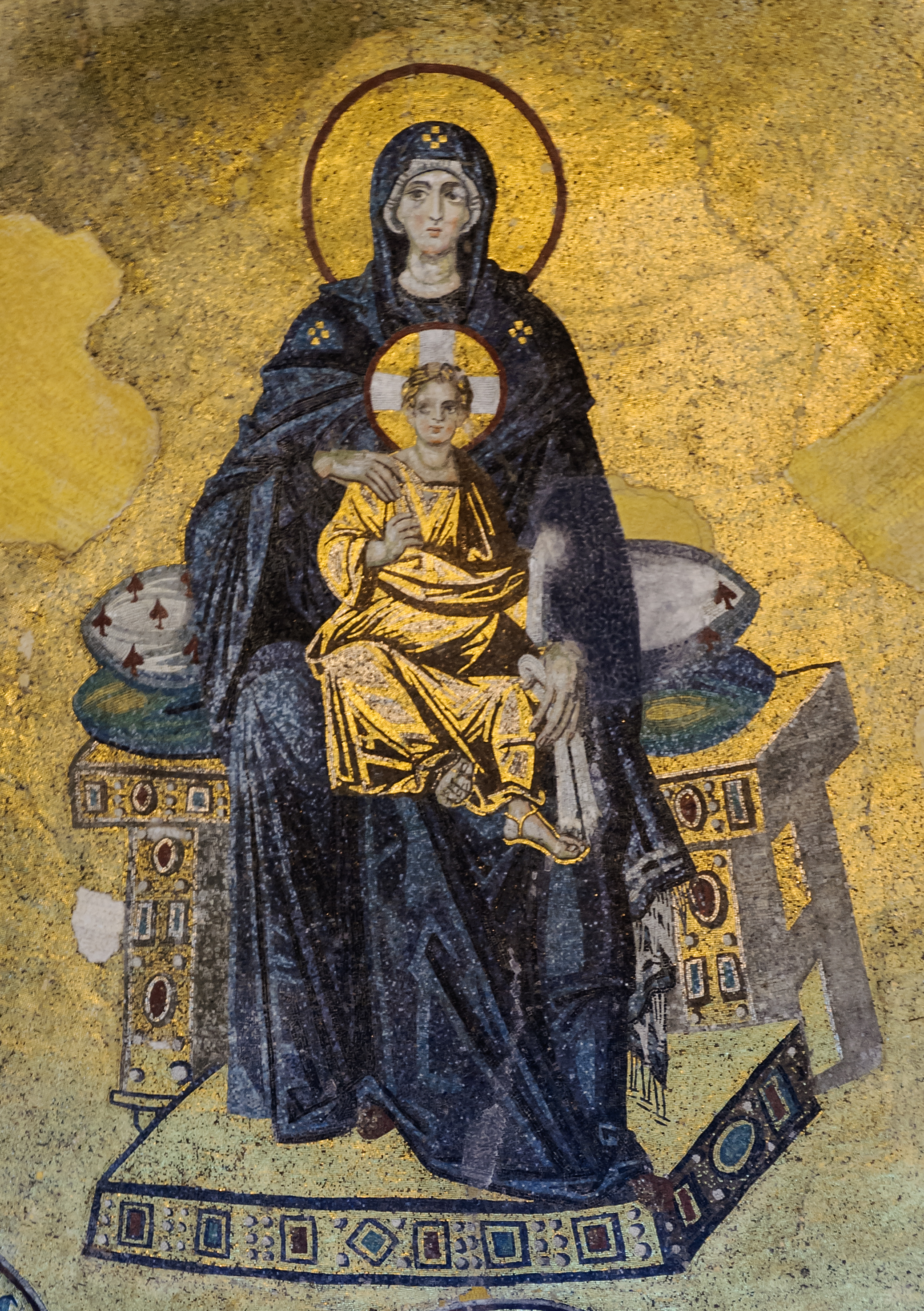
Panna Maria na trůně s Dítětem na kolenou, mozaika v apsidě chrámu Hagia Sofia, Istanbul, Turecko
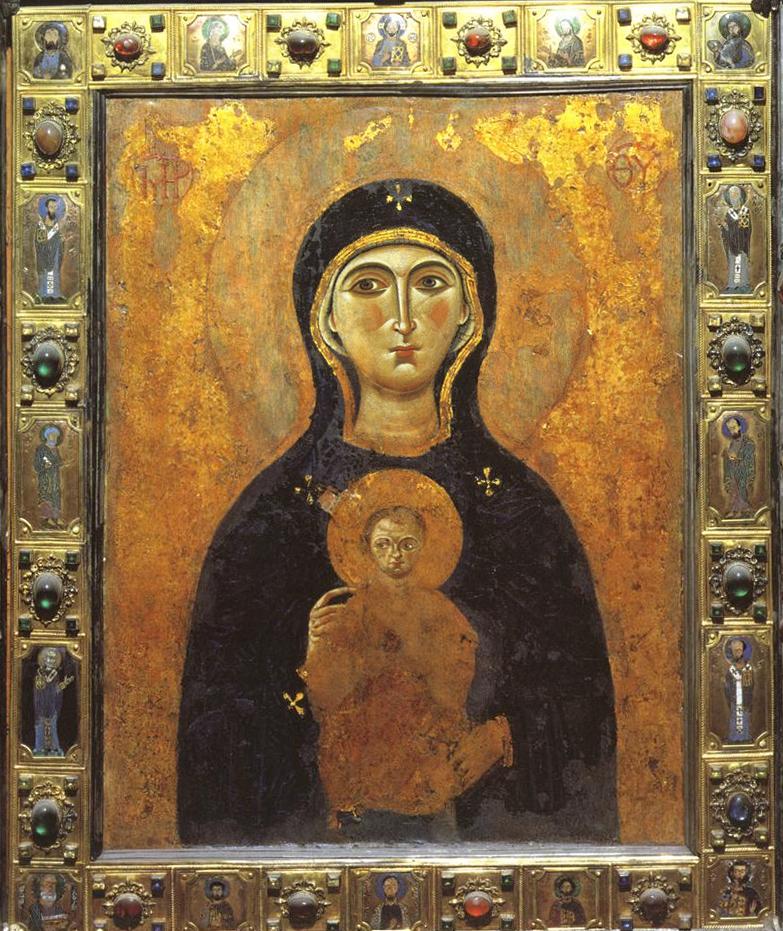
Madonna Nicopeia, bazilika svatého Marka v Benátkách.
Ikona Matky Boží Znamení Novgorodská
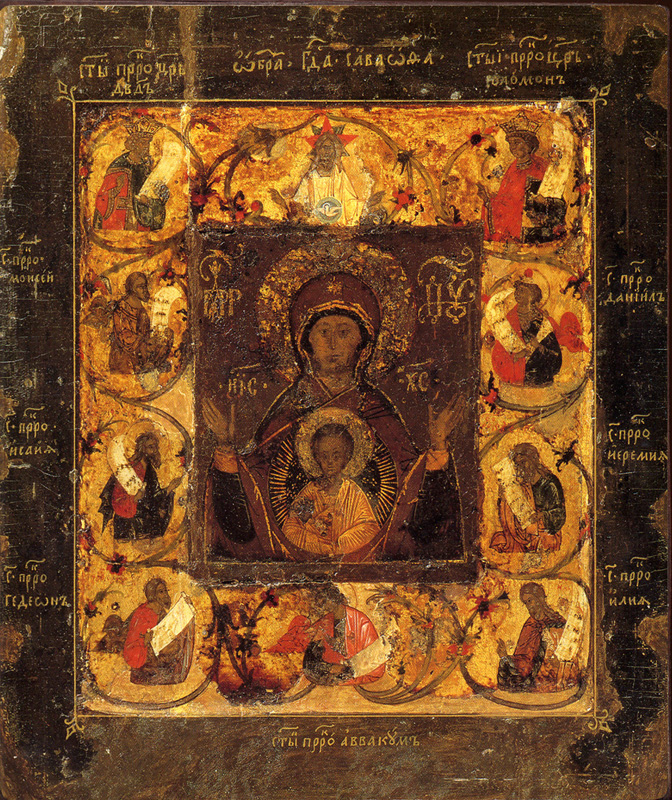
Ikona Matky Boží Znamení Kursko-Korennaja
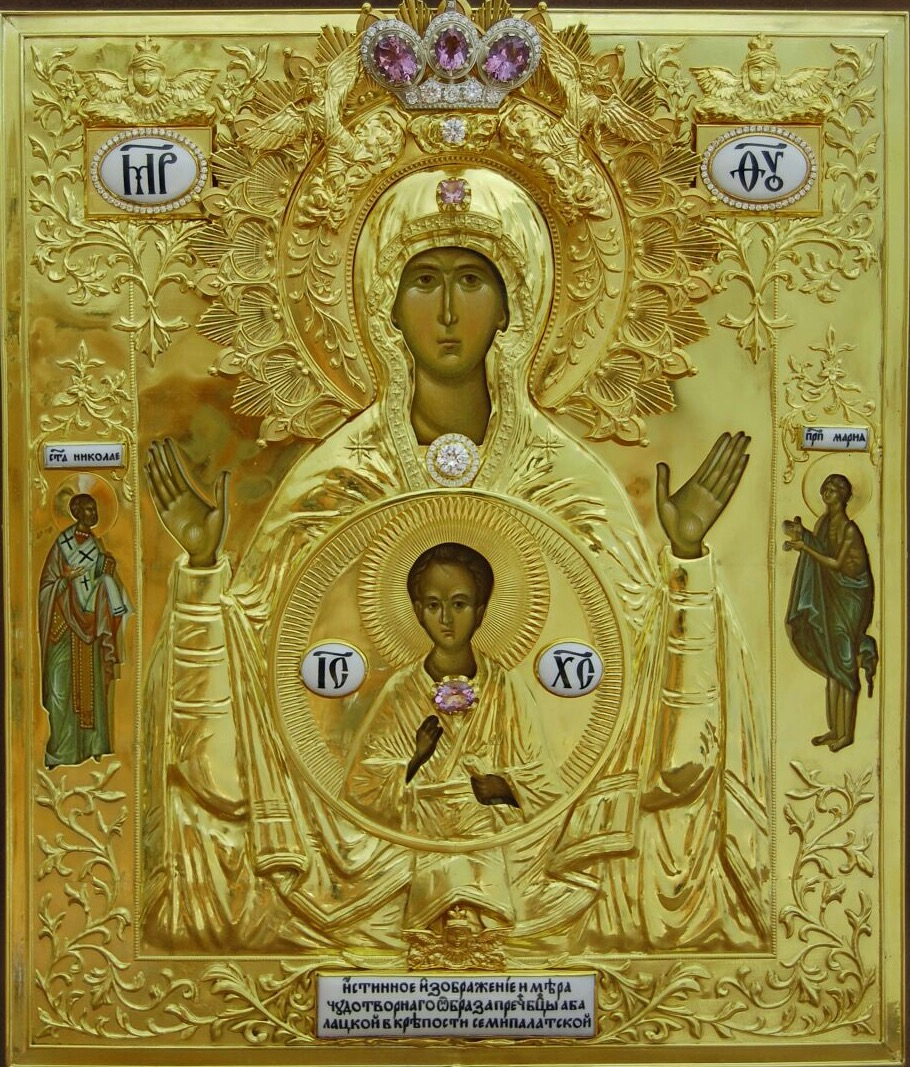
Ikona Matky Boží Znamení Abalatská
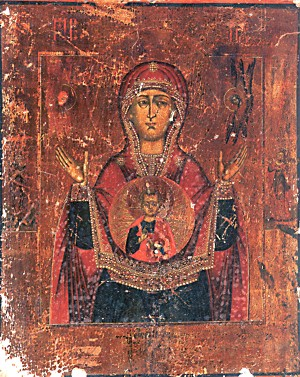
Ikona Matky Boží Znamení Mogilevská
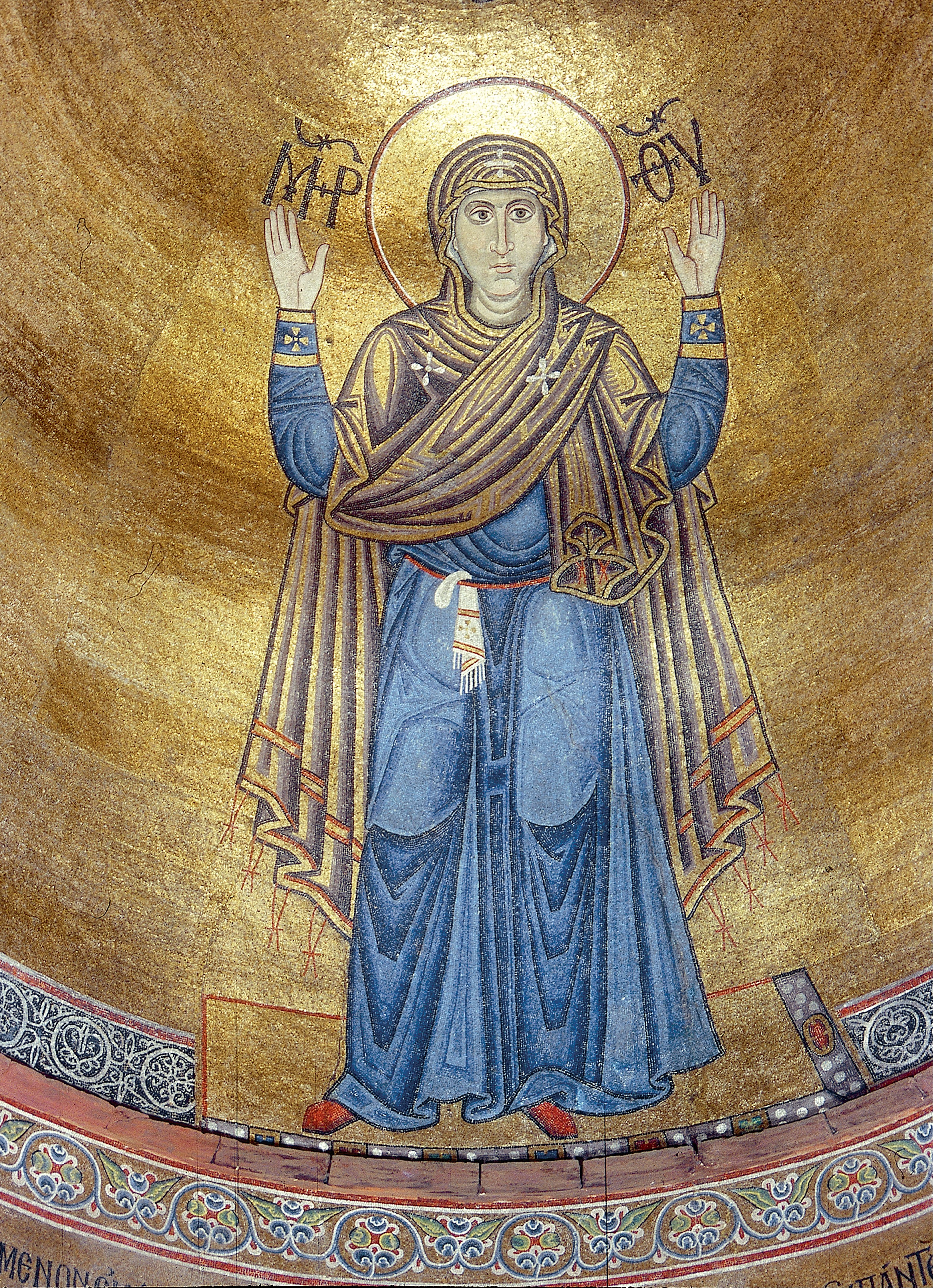
Mozaika v kyjevské katedrále